# Österreichische Albert Schweitzer-Gesellschaft

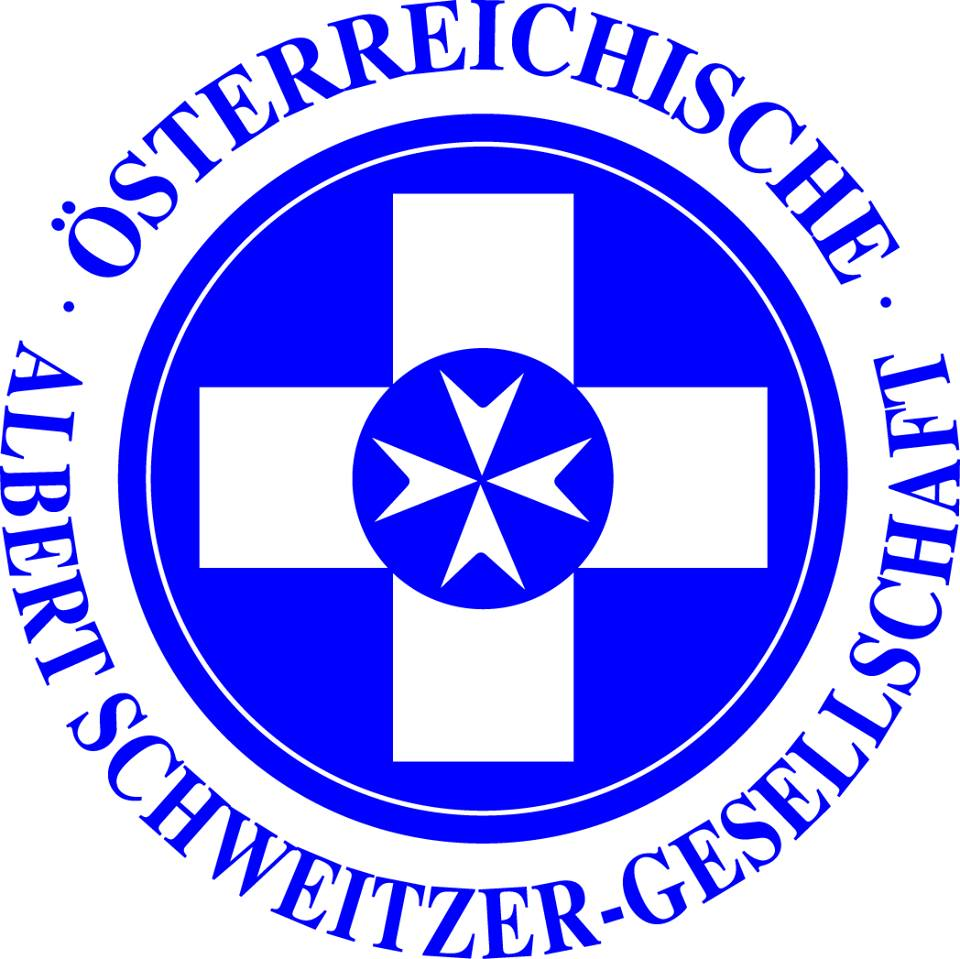
Logo der ÖASG

Die Österreichische Albert Schweitzer-Gesellschaft (ÖASG) ist eine christlich-humanitäre, gemeinnützige und unpolitische Hilfsorganisation, die ihren Sitz im Reismannhof in Wien hat.

## Geschichte und Organisation

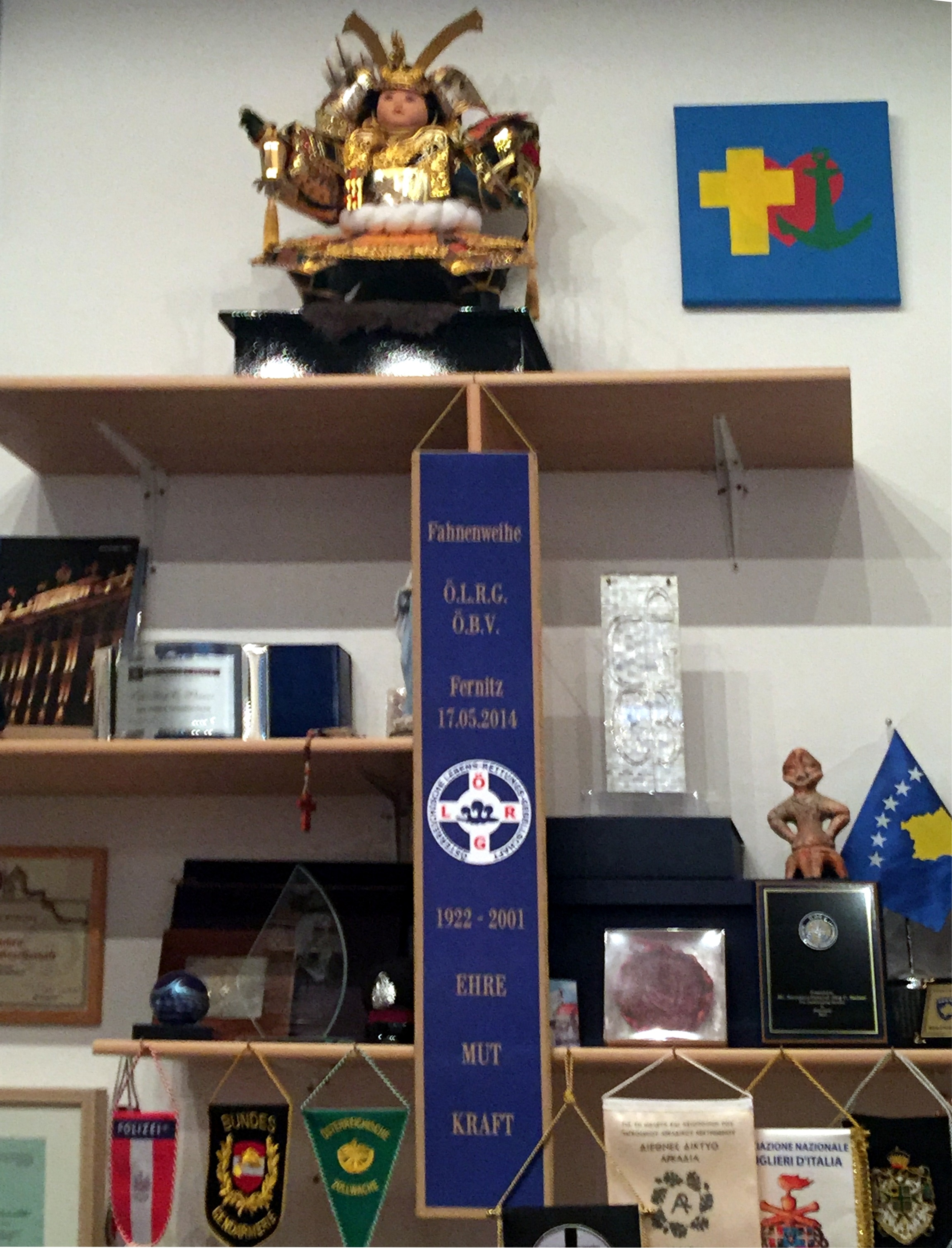
Büro der ÖASG in Wien

Die Gesellschaft wurde im Oktober 1984 unter Führung von Helmut Bräundle-Falkensee als Hilfsverein zur Unterstützung des Albert Schweitzer-Urwaldhospitals in Lambaréné (Gabun) gegründet, im Februar 1985 als Verein registriert und unter der Nummer 839299728 im Zentralen Vereinsregister eingetragen.
Aus diesem Hilfsverein für ein Einzelprojekt entwickelte sich im Laufe der Zeit eine weltweit tätige Organisation, die Projekte und Einzelpersonen in über 35 Ländern in Europa, Asien und Afrika unterstützt.
Die ÖASG beschäftigt keine hauptberuflichen Mitarbeiter und wird von einem aus vier Personen bestehenden Vorstand, zwei Beiräten und zwei Rechnungsprüfern repräsentiert, die ihre Funktionen ausschließlich ehrenamtlich ausüben. Sie werden durch sogenannte Delegierte unterstützt, die die Gesellschaft in den Österreichischen Bundesländern und in jenen Ländern vertreten, in denen die ÖASG tätig ist.
Rhena Schweitzer-Miller, die Tochter von Albert Schweitzer, informierte sich persönlich über die Tätigkeiten der ÖASG.

## Tätigkeit
Die ÖASG und ihre Partnerorganisationen in den anderen Ländern unterstützen die Werke von Albert Schweitzer und arbeiten in seinem Sinne für die Menschen dieser Welt.
Seit 1984 wurden Hilfsaktionen in über 35 Ländern darunter Albanien, Indien, Irak, Malaysia, Mexiko und Rumänien durchgeführt. Die Hilfe besteht zumeist in der Unterstützung mit medizinischen Geräten, Arzneimitteln, Trinkwasseraufbereitungsanlagen, Verbandmaterial und dergleichen.
In Österreich unterstützt der Verein Personen, die sich in der Pflege von alten und kranken Menschen hervorgetan haben. Ebenso werden Personen, die sich zu Alten- und Krankenpflegern umschulen lassen, finanziell mit Stipendien unterstützt. Mitarbeiter der ÖASG betreuen Selbsthilfe-Gesprächsgruppen für Personen, die ihnen besonders nahe stehende Personen verloren haben. Einen Schwerpunkt bilden Sachspenden an das Mutter-Kind-Haus der St. Elisabeth-Stiftung der Erzdiözese Wien.
Besonderes Anliegen der Funktionäre ist die Unterstützung der Jugend wie etwa durch Sachspenden an Kindergärten. „Integrationskindergärten“ in Wien, die sich zusätzlich um die Deutschkenntnisse der ihnen anvertrauten Kinder mit anderen Muttersprachen bemühen, werden mit Büchern und der Bezahlung von Sprachpädagogen unterstützt. Die ÖASG hat in Zusammenarbeit mit dem Verein „Assistenz24“, der gehörlose Jugendliche betreut, eine Lehrküche aufgebaut und betreibt diese. Ziel ist es, den Jugendlichen aufzuzeigen, wie man sich trotz geringer Mittel preisgünstig und gesund ernähren kann. Schließlich fördert die ÖSAG wenig bekannte Künstler, indem sie ihnen die Möglichkeit gibt, das Titelblatt des jährlich erscheinenden ÖASG-Journals zu gestalten.
Im Ausland ist der Tätigkeitsbereich breit gefächert und reicht von der Unterstützung beim Aufbau einer Freiwilligen Feuerwehr nach österreichischem Vorbild in Griechenland über die Errichtung und den Betrieb einer Kinderstation im Diözesankrankenhaus in Sumbawanga (Tansania) bis hin zur Hilfe für Leprakranke auf den Philippinen. Einen besonderen Schwerpunkt bilden seit 2007 Hilfslieferungen an ein Waisenhaus und ein Altenheim in Siebenbürgen und die Betreuung einer Anlaufstelle für Straßenkinder in Klausenburg.
Die Tätigkeiten werden durch Mitgliedsbeiträge sowie durch Geld- und Sachspenden ermöglicht.

## Anerkennungen / Auszeichnungen / Mitgliedschaften
- Die ÖASG wird von der UNO und der UNESCO als „NGO“ („Non-Governmental-Organization“) anerkannt und wurde am 1. Juli 2010 von Global Compact als vollwertiges Mitglied aufgenommen.[4]
- November 2011: Ehrenpreis der international tätigen „George Best Costacos Stiftung für Krebsforschung“[6]
- Mai 2014: Mitgliedschaft in der Internationalen Arkadischen Gesellschaft[4]

## Trivia
Die ÖSAG stiftet verschiedene tragbare Auszeichnungen um sich bei ihren Spendern, Sponsoren, Mitgliedern, sowie Personen im humanitären Einsatz zu bedanken und folgt damit dem Beispiel anderer Hilfsorganisationen. Automatische Tragegenehmigungen zur Uniform des Österreichischen Bundesheeres, des Österreichischen Roten Kreuzes (Landesverband Niederösterreich), der Österreichischen Feuerwehr und zu allen Uniformen der Schwedischen Streitkräfte wurden beantragt und genehmigt. Es ist üblich, bei Zuerkennung einer Auszeichnung die für die ÖASG entstehenden Kosten und Aufwendungen durch die Entrichtung einer Spende abzugelten. Der Vorstand kann in begründeten Fällen jederzeit die taxfreie Verleihung beschließen.
Anlässlich des 25-jährigen Bestehens der ÖSAG wurde die silberne „Jubiläumsmedaille 2009“ an zahlreiche Persönlichkeiten des In- und Auslandes verliehen. Dazu zählen etwa Barbara Prammer, Erwin Pröll, Hans Niessl, Otto Habsburg-Lothringen oder Jacek Majchrowski.
Die Albert Schweitzer Medaille für humanitäre Verdienste wurde u. a. im Jahr 2011 an Arnold Schwarzenegger, im Jahr 2013 durch den ÖASG-Delegierten Yoshihiko Okabe in Kyōto an den 14. Dalai Lama, und im Jahr 2020 in Wien an Sebastian Bohrn Mena verliehen.
Weitere Auszeichnungen der ÖASG erhielten (Auszug): Shinzō Abe, Hademar Bankhofer, Karlheinz Böhm, Heinrich Harrer, Otto Koenig und Sven-David Müller.